# Rubcze (obwód lwowski)
Rubcze (ukr.  Рубче) – wieś na Ukrainie w rejonie lwowskim (wcześniej w rejonie przemyślańskim) obwodu lwowskiego.